# 饒泗
饒泗（1442年—？），字正繹，江西南昌府進賢縣人，明朝政治人物。

## 生平
江西鄉試第六名舉人。成化十七年（1481年）登辛丑科第二甲第四十四名。初授工部都水司主事，差理徐州协济漕运。改兵部職方司主事，歷陞武選司員外郎、車駕司郎中。出爲浙江衢州府知府。

## 家族
曾祖饒啟明；祖父饒崇本；父饒孟頴，訓導。前母朱氏；母胡氏。永感下。兄饒洙；弟河、洛、湛。
有子饒榶，官至重慶府知府。